# Sawdonia
Sawdonia é um gênero extinto de vegetais datados do Devoniano da ordem sawdoniales e da classe Zosterophyllopsida.

## Morfologia
A descrição morfológica do gênero baseia-se em cerca de 100 eixos em 30 lajes. Os espécimes tem um comprimento variado de eixos espinhosos, variando de 1,0 milímetros até 5,6 milímetros de largura, em média tendo 4–5 milímetros de largura. A maioria dos eixos são retos ou ligeiramente curvos. Aqueles que não apresentam sinais de terem sido quebrados antes da fossilização ou perturbados durante a compressão. Os eixos são não ramificados e incompletos em ambas as extremidades ou mais extensivamente preservados e ramificados. O eixo não ramificado mais longo encontrado tem 10,5 cm de comprimento, enquanto o mais longo ramificado tem pelo menos 20 cm de comprimento. Os eixos, quando não quebrados distalmente, geralmente apresentam ponta circinada. Os espécimes disponíveis incluem três sistemas de eixos grandes situados em um bloco quase no mesmo plano que fornecem informações consideráveis para inferir onde seria disposição de diferentes partes da planta.

## Ecologia
Na formação Campo chico, os fósseis de Sawdonia são encontrados associados não apenas a Serrulacaulis, mas também à Wattieza, ao iridopteridaleano Compsocradus, progimnospermas anuerophytaleanas não descritas e os licopsídeos herbáceos Haskinsia sagittata e Colpodexylon cachiriense. Embora não sejam depósitos autóctones, estes sugerem uma ecologia florestal emergente do Devoniano Médio, que pode ter tido um componente de sub-bosque interessante, bem como a árvore Wattieza, como as grandes plantas dominantes, como em Gilboa, Nova iorque, evidências para um ecossistema florestal do Devoniano Médio. Isto potencialmente contrasta fortemente com a ecologia do Devoniano Inferior (Emsiano) do tipo S. ornata , de Gaspé, Canadá, onde Sawdonia formou um povoamento autóctone monoespecífico. e a vegetação não é estratificada. Na localidade de South Mountain, no início do Frasniano, onde os eixos estéreis mais jovens atribuídos a Sawdonia ocorrem, existem outros táxons em comum com a Venezuela, incluindo um fóssil tipo de Serrulacaulis furcatus. Aqui a progimnosperma arbórea Archaeopteris também está presente. É  evidentemente claro que Sawdonia conseguiu tolerar ou adaptar-se às mudanças na ecologia das plantas e ao surgimento de árvores durante um período de tempo considerável (de cerca de 20 milhões de anos).